# مارفن جونسون
مارفن جونسون (بالإنجليزية: Marvin Johnson)‏ (29 أكتوبر 1968 ويمبلي المملكة المتحدة - ) هو لاعب كرة قدم بريطاني يلعب كمدافع.

## روابط خارجية
- مارفن جونسون على موقع قاعدة بيانات كرة القدم.إي يو (الإنجليزية)
- مارفن جونسون على موقع Soccerbase.com (لاعب) (الإنجليزية)